# Decapauropus remyi
Decapauropus remyi är en mångfotingart som först beskrevs av Bagnall 1935.  Decapauropus remyi ingår i släktet Decapauropus och familjen fåfotingar. Inga underarter finns listade i Catalogue of Life.